# Poyatos (ort)
Poyatos är en ort i Spanien.   Den ligger i provinsen Provincia de Cuenca och regionen Kastilien-La Mancha, i den centrala delen av landet, 140 km öster om huvudstaden Madrid. Poyatos ligger 1 241 meter över havet och antalet invånare är 106.
Terrängen runt Poyatos är kuperad. Runt Poyatos är det ganska glesbefolkat, med 38 invånare per kvadratkilometer. Närmaste större samhälle är Las Majadas, 14,2 km söder om Poyatos. I omgivningarna runt Poyatos växer i huvudsak barrskog.